# Лукавица (Прешовский край)
Лукавица (словац. Lukavica) — село и одноимённая община в районе Бардеёв Прешовского края Словакии. В письменных источниках начинает упоминаться с 1415 года.

## География
Село расположено в северной части края, в долине реки Лукавицы, при автодороге 3500. Абсолютная высота — 368 метров над уровнем моря. Площадь муниципалитета составляет 8,04 км².

## Население
| Год:                | 1994 | 2004    | 2014   | 2024    |
| ------------------- | ---- | ------- | ------ | ------- |
| Количество человек: | 399  | 375     | 381    | 371     |
| Разница:            |      | −6,01 % | +1,6 % | −2,62 % |

По данным последней официальной переписи 2011 года, численность населения Лукавицы составляла 383 человека.